# Вутах (општина)
Вутах (њем. Wutach) општина је у њемачкој савезној држави Баден-Виртемберг. Једно је од 32 општинска средишта округа Валдсхут. Према процјени из 2010. у општини је живјело 1.253 становника. Посједује регионалну шифру (AGS) 8337127.

## Географски и демографски подаци
Вутах се налази у савезној држави Баден-Виртемберг у округу Валдсхут. Општина се налази на надморској висини од 730 метара. Површина општине износи 30,5 km². У самом мјесту је, према процјени из 2010. године, живјело 1.253 становника. Просјечна густина становништва износи 41 становника/km².